# الأول (مسلسل تلفزيوني)
الأول هو مسلسل تلفزيوني درامي أميركي بريطاني قادم من بطولة شون بين وناتاشا ماكليهون.المسلسل يتتبع أعضاء فريق من رواد الفضاء وهم أول بشر يزورون المريخ ، المسلسل إنتاج مشترك بين أمريكا خدمة البث هولو البريطانية شبكة تلفزيون القناة الرابعة البريطانية ،  من المقرر أن يتم عرض المسلسل لأول مرة في 14 سبتمبر 2018 في الولايات المتحدة.

## المقدمة
سيتتبع الأول «أول مهمة إنسانية إلى المريخ ، مع استكشاف تحديات اتخاذ الخطوات الأولى نحو الاستعمار بين الكواكب. لا تركز القصة على رواد الفضاء فحسب ، بل على عائلاتهم وأحبائهم ، وكذلك على فريق الإنزال علي الأرض.».

## الطاقم والشخصيات
- شون بين في دور توم و هو واحد من خمسة رواد فضاء تم اختيارهم ليكونوا أوائل البشر علي المريخ.
- ناتاشا ماكليهون في دور لاز انجرام
- ليزا هاملتون في دور كايلا برايس و هي واحدة من خمسة رواد فضاء تم اختيارهم ليكونوا أوائل البشر علي المريخ.
- عوديد فيهر في دور إيتان
- جايمس رنسون في دور نيك فليتشر و هو واحد من خمسة رواد فضاء تم اختيارهم ليكونوا أوائل البشر علي المريخ.
- هانا وير في دور سادي هيويت و هو واحد من خمسة رواد فضاء تم اختيارهم ليكونوا أوائل البشر علي المريخ.
- آنا جاكوبي-مالك الحزين كما دينيس ابنة توم
- كيكو إجينا في دور ايكو هكاريو وهو واحد من خمسة رواد فضاء تم اختيارهم ليكونوا أوائل البشر علي المريخ.
- ميليسا جورج في دور ديان , زوجة توم [3]

## روابط خارجية
- الأول على موقع IMDb (الإنجليزية)
- الأول على موقع ميتاكريتيك (الإنجليزية)
- الأول على موقع روتن توميتوز (الإنجليزية)
- الأول على موقع فيلمافينيتي (الإسبانية)
- الأول على موقع كينوبويسك (الروسية)
- الأول على موقع ألو سيني (الفرنسية)
- الأول على موقع قاعدة بيانات الفيلم (الإنجليزية)